# 甘田站
甘田站（日语：／ Amada eki */?）是位於石川縣羽咋郡志賀町甘田，北陸鐵道能登線的鐵路車站（廢站）。

## 歷史
- 1927年（昭和2年）4月5日：能登鐵道開設此站[1]。
- 1943年（昭和18年）10月13日：在合併後成為北陸鐵道能登線的車站。
- 1972年（昭和47年）6月25日：能登線全線廢除，此站也被廢除[1]。

## 車站構造
此站是地面車站（無人車站），設有1面1線的單式月台。

## 現狀
車站遺址變為空地。

## 相鄰車站
北陸鐵道
能登線
柴垣－甘田－大島

## 注腳
1. 1 2  今尾惠介. . 日本: 新潮社. 2008年10月18日: 32. ISBN 9784107900241.

## 相關項目
- 日本鐵路車站列表 A